# Вершник
Ве́ршник — на Руси в старину конный наездник, всадник на службе у знатных и богатых людей, ездивший перед господским экипажем.
Обычай, принятый у бояр, сохранялся в России очень долго; ещё в конце XVIII века дворяне по деревням не выезжали иначе, как с вершниками, одетыми по-гусарски или по-казацки. Традиция прекратилась только при императоре Павле I.
Энциклопедический словарь Брокгауза и Ефрона приводит иное значение слова вершник, — для более ранних периодов жизни на Руси: распорядитель на свадьбе, наблюдавший за исполнением обрядов; первоначально, вероятно, волхв, языческий жрец, смотревший за точным исполнением обрядов..